# 杰克·贝尔登
杰克·贝尔登（英語：Jack Belden，1910年2月3日—1989年6月3日）是一位美国战地记者，参与报道过日本侵华战争、第二次世界大战和中国内战。

## 简介
大萧条初期，杰克·贝尔登以优异成绩从柯盖德大学毕业，他随后找到一份海员的工作，并于1933年前往上海。他学习中文，并在一份报道地方法院工作的英文报纸就职，日本侵略中国战争爆发后，被合众国际社聘用，生活杂志很快看中了他，二战期间大部分时间贝尔登都作为生活和时代杂志的记者。
杰克·贝尔登擅长中文，以在前线报道事件而知名，他经常从士兵和村民的角度出发报道事件。在1930年代到1940年代，他是中国著名的外国记者之一。

## 《中国震撼世界》
中国震撼世界是杰克·贝尔登最著名的作品，与埃德加·斯诺的红星照耀中国、格雷厄姆·派克的两种时光、白修德与安妮莉·雅各比的从中国来的雷霆，共同塑造了西方对中国革命的理解。
贝尔登写作时特意避开了毛泽东的延安，认为那里已经成了一个旅游中心，每个外国记者都想快速浏览一下。
中国震撼世界出版于1949年，但当时美国公众对中国的报道并不感兴趣，直到1960年代，此书的名声才知名起来，并以平装本重新印刷。